# النشاط الثوري لفلاديمير لينين

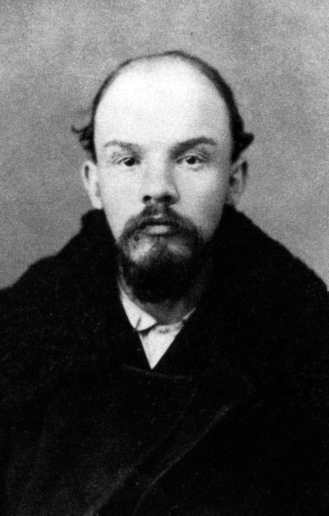
ف. ي. أوليانوف أثناء اعتقاله فيما يتعلق بقضية "عصبة النضال من أجل تحرير الطبقة العاملة" في سانت بطرسبرغ.

بدأ السياسي والثوري الشيوعي الروسي فلاديمير لينين نشاطه الثوري النشط في عام 1892، واستمر حتى توليه السلطة في الثورة الروسية عام 1917. كرس حياته المبكرة لقضية الثورة ضد النظام القيصري في الإمبراطورية الروسية، بعد ذلك تحول إلى الماركسية، وانتقل إلى سانت بطرسبرغ. هناك انضم إلى خلية ثورية، وأصبح مدافعًا صريحًا عن الماركسية داخل الحركة الاشتراكية الثورية. دخل في علاقة مع زميلته الماركسية ناديجدا كروبسكايا، وبدأ بجولة في أوروبا الغربية لبناء علاقات مع المهاجرين الثوريين الروس الآخرين ومعرفة المزيد عن الحركة الماركسية العالمية. عند عودته إلى روسيا، قُبض عليه بتهمة إثارة الفتنة في عام 1895 ونفي إلى شوشينسكوي في منطقة مينوسينسكي في شرق سيبيريا لمدة ثلاث سنوات. كرس وقته أثناء نفيه لترجمة وكتابة النصوص الثورية، وتزوج كروبسكايا في يوليو 1898.
انتهى نفيه، وانتقل في عام 1900 إلى أوروبا الغربية، حيث انضم إلى هيئة تحرير صحيفة اسكرا، التي تنشر لحزب العمل الاشتراكي الديمقراطي الروسي الماركسي (RSDLP). انتقل مركز الصحيفة من ميونيخ إلى لندن ثم إلى جنيف، وفي كل مرة انتقلت فيها كان لينين موجودًا. حدث انقسام كبير في المؤتمر الثاني للحزب، الذي عقد في لندن عام 1903 بين لينين وأنصاره (البلاشفة) وجوليوس مارتوف وأنصاره (المناشفة)، وأكد لينين على وجود حزب شديد المركزية تسيطر عليه القيادة إلى حد كبير، في حين وافق مارتوف على حزب أوسع يتمتع بقدر أكبر من الاستقلال في الفكر. عاد لينين إلى روسيا لفترة وجيزة خلال ثورة 1905، لكنه فر مرة أخرى عندما هزمت السلطات القيصرية القوات الثورية وقمعت المعارضة.
عاش في باريس ثم كراكوف، وركز على الصراع الداخلي داخل الحركة الماركسية، معارضًا أفكار المناشفة وألكسندر بوجدانوف، وصاغ المادية والنقد التجريبي لمواجهة منتقديه. خلال الحرب العالمية الأولى، انتقل إلى سويسرا، حيث جادل بأن الاشتراكيين يجب أن يعملوا من أجل تحويل تلك «الحرب الإمبريالية» إلى «حرب أهلية» على مستوى القارة يمكن للبروليتاريا فيها الإطاحة بالبرجوازية. لخص فكره في كتاب «الإمبريالية، أعلى مراحل الرأسمالية»، وأعاد تفسير الماركسية على أساس قراءة الفلسفة الهيجلية. عندما أدت ثورة فبراير عام 1917 إلى تنازل القيصر عن العرش وتطوير الحكومة الروسية المؤقتة، عاد لينين إلى سانت بطرسبرغ، التي تسمى الآن بتروغراد. هناك، حث البلاشفة على معارضة الحكومة الجديدة ودعم ثورة البروليتاريا.

## سانت بطرسبرغ والزيارات الخارجية: 1893-1895
في خريف عام 1893، انتقل فلاديمير إلى سانت بطرسبرغ، حيث أقام في شقة في شارع سيرجيفسكي في حي لايتيني، قبل أن ينتقل إلى 7 كازاتشي آلي بالقرب من هايماركت. عمل كمساعد محامٍ، وانضم إلى خلية ثورية يديرها رادشينكو، والتي كان أعضاؤها في الأساس طلابًا من المعهد التكنولوجي في المدينة. كانوا ماركسيين مثل فلاديمير، وأطلقوا على أنفسهم اسم «الديمقراطيين الاشتراكيين» نسبة إلى الحزب الاشتراكي الديمقراطي الماركسي في ألمانيا. أعجبوا بمعرفته الواسعة، ورحبوا به وسرعان ما أصبح عضوًا بارزًا في المجموعة. في اجتماع سري في يناير 1894، ناقش علنًا الفكر الماركسي في الحركة الاشتراكية الثورية مع المنظر الماركسي فاسيلي فورونتسوف، مما جذب انتباه جواسيس الشرطة. عازمًا على بناء الماركسية في روسيا، اتصل فلاديمير ببيتر برنجاردوفيتش ستروف، وهو متعاطف ثري كان يأمل أن يساعد في نشر الأدب، وشجع على تأسيس الخلايا الثورية في المراكز الصناعية في روسيا، وصادق الماركسي اليهودي الروسي جوليوس مارتوف.
دخل فلاديمير في علاقة مع زميلته الماركسية والمعلمة ناديجدا «ناديا» كروبسكايا، التي عرّفته على البروليتاريا الاشتراكية. بحلول خريف عام 1894، كان فلاديمير يقود دائرة العمال التي اجتمعت لمدة ساعتين كل يوم الأحد، وكان معروفًا باسم مستعار هو نيكولاي بتروفيتش، وأشير إليه بمودة باسم ستاريك (رجل عجوز). كان دقيقًا في تغطية معالم وجهه الأصلية، مع العلم أن جواسيس الشرطة كانوا يحاولون التسلل إلى الحركة الثورية. كتب كتابه السياسي الأول «ما هم أصدقاء الشعب وكيف يحاربون الاشتراكيين الديموقراطيين» استنادًا إلى تجاربه في سامراء إلى حد كبير، وطُبع حوالي 200 نسخة بشكل غير قانوني.
على الرغم من أن لينين تأثر بالاشتراكي الزراعي بيتر تكاتشوفي، فقد تصادم مع الاشتراكيين الديمقراطيين في الحزب الاشتراكي الثوري (SR)، الذين استلهموا من حزب الحرية الشعبية. من خلال الدعوة إلى برنامج اشتراكي زراعي نارودنكي، شدد الحزب الاشتراكي الثوري على الدور الثوري للفلاحين الذين بلغ عددهم عام 1881 حوالي 75 مليونًا، على عكس البروليتاريا الحضرية في روسيا التي كان عددها مليونًا واحدًا. في المقابل، اعتقد الماركسيون أن الدافع الأساسي لطبقة الفلاحين هو امتلاك أراضيهم، وأنهم رأسماليون، ورأوا أن البروليتاريا هي القوة الثورية لدفع الاشتراكية إلى الأمام.
أعرب لينين عن أمله في تقوية الروابط بين حزبه الاشتراكيين الديموقراطيين ومجموعة تحرير العمل، المنظمة التي أسسها جورجي بليخانوف وغيره من المهاجرين الماركسيين الروس في جنيف، سويسرا في عام 1883. اختير فلاديمير وسبونتي للسفر إلى سويسرا للقاء بليخانوف، الذي كان داعمًا بشكل عام، لكنه انتقد الاشتراكيين الديموقراطيين لتجاهل دور البرجوازية في الثورة المناهضة للقيصرية. سافر إلى زيورخ، وأصبح فلاديمير صديقًا لبافيل أكسلرود، وهو عضو آخر في مجموعة تحرير العمل. انتقل فلاديمير إلى باريس، حيث التقى بول لافارج وأجرى أبحاثًا عن كومونة باريس (الثورة الفرنسية الرابعة) عام 1871، والتي اعتبرها نموذجًا أوليًا مبكرًا للحكومة البروليتارية. وبتمويل من والدته، أقام في منتجع صحي سويسري قبل أن يسافر إلى برلين، ألمانيا، حيث درس لمدة ستة أسابيع في ستاتسبيبليوتيك والتقى فلهلم ليبكنخت. بعد عودته إلى روسيا مع مخزون من الأدب الثوري غير القانوني، سافر إلى مدن مختلفة، مدركًا أنه يخضع للمراقبة من قبل الشرطة، ووزع المطبوعات على العمال المضربين في سانت بطرسبرغ. شارك في إصدار صحيفة قضية العمال، وكان من بين 40 ناشطًا اعتُقلوا في الليلة التي سبقت صدور العدد الأول ووجهت إليه تهمة التحريض على الفتنة.